# Gernot Moegelin

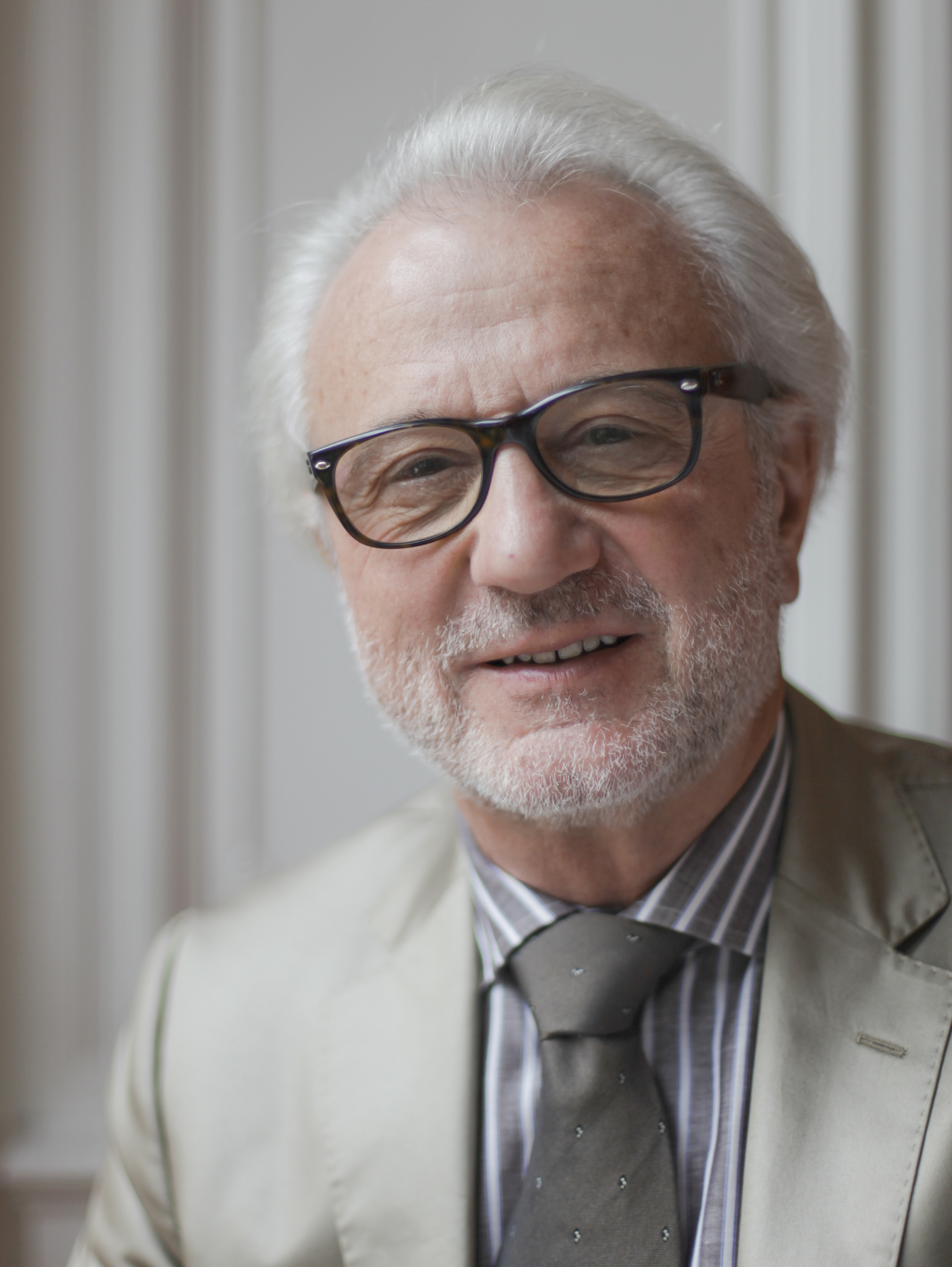
Gernot Moegelin (September 2011)

Gernot Moegelin (* 9. Oktober 1943 in Waltershausen, Thüringen) ist ein deutscher Immobilien-Unternehmer, der auch als Kunstförderer tätig ist. Er arbeitete an der Freien Universität Berlin am Institut für Unternehmensführung und ist seit 1982 Geschäftsführender Gesellschafter der KapHag Unternehmensgruppe in Berlin.

## Leben
Moegelin studierte nach dem Abitur und einem Praktikum bei der AEG Aktiengesellschaft von 1964 bis 1968 Betriebs- und Volkswirtschaftslehre sowie Jura an der Freien Universität Berlin und schloss das Studium mit der Diplomprüfung für Betriebswirte (Dipl.-Kfm.) ab.
Von 1969 bis 1974 war er wissenschaftlicher Assistent am Institut für Unternehmensführung, Fachrichtung Wirtschaftsprüfung der FU Berlin. Er arbeitete parallel dazu als Prokurist in der väterlichen Firma Eberhard Moegelin KG Berlin/Köln und war hochschulpolitisch tätig (u. a. im Akademischen Senat der FU). Er promovierte 1972 am Institut für Wirtschaftsprüfung zum Dr. rer. pol. bei Friedrich Wilhelm Selchert.
1974 wurde er zum Assistenz-Professor für Betriebswirtschaftslehre ernannt. Er arbeitete in enger Verbindung zur Wirtschaftspraxis. 1978 schied er aus der Universität aus und wurde Vorstand der Finanz und Handels AG Berlin, Obergesellschaft der heutigen KapHag Unternehmensgruppe Berlin, die er 1982 mitgründete und in der er als Geschäftsführender Gesellschafter bis heute tätig ist.
Seniorpartner dieser Gruppe war Jochen Severin, Filmproduzent („Die Brücke“), dem Moegelin bei der Gründung und Führung des „Severin & Siedler Verlages“ (heute Siedler Verlag / Bertelsmann) zusammen mit Wolf Jobst Siedler auch beratend zur Seite stand. In seiner unternehmerischen Tätigkeit hat Moegelin im Rahmen der KapHag Unternehmensgruppe eine Vielzahl von Immobilienprojekten entwickelt und realisiert, zum Teil mit namhaften Architekten (siehe Projekte).
Das Projekt „Kant Dreieck“ in Berlin, entworfen von dem Architekten Josef Paul Kleihues, für das Moegelin als Bauherr mit seinem Unternehmenspartner verantwortlich zeichnete, erhielt im Jahr 1994 den Architekturpreis des BDA Berlin.

## Projekte (Auswahl)
- Axel Schultes und Charlotte Frank
  - Haus am Lützowplatz, Berlin
  - Büropark am Welfenplatz, Hannover
- Josef Paul Kleihues, Berlin
  - Kant Dreieck[4]
  - Friedrich-/Zimmerstraße, Berlin
- Hans Kollhoff
  - Wohnen am Schloss Charlottenburg, Otto-Suhr-Allee/Luisenplatz/Eosanderstr. Berlin
  - Friedrichstr./Hannoversche Str., Berlin
- Hilmer & Sattler und Albrecht
  - Leipziger Platz 8, Berlin
- Paul Kahlfeldt[5]
  - Strandhotel und Eigentumswohnungen, Sellin/Rügen[6]
- Ulrich Coersmeier
  - Essen I und Essen II[7]

## Ehrenamtliche Tätigkeiten
Von 1975 bis 1990 war er Mitglied im Aufsichtsrat des Beamten-Wohnungsvereins zu Köpenick eG sowie von 1985 bis 1992 Mitglied des Vorstandes des Bundesverband Freier Immobilien- und Wohnungsunternehmen e. V.
Moegelin ist bzw. war in folgenden Ehrenämtern im Kulturbereich tätig:
- Moegelin wurde vom Bildhauer Waldemar Grzimek durch Testament die Verwaltung des künstlerischen Nachlasses und die Ausübung der Urheberrechte für 20 Jahre übertragen (1985–2005). Er gründete dazu die nicht rechtsfähige „Stiftung Waldemar Grzimek“[9] (erster Beirat Klaus Fußmann, Peter Bloch und Wolf Jobst Siedler), in deren Rahmen er mit namhaften Galeristen zusammen arbeitete und eine Reihe von Ausstellungen und Veröffentlichungen sowie Leihgaben an Museen unterstützte bzw. ermöglichte.
- Seit 1987 Vorstandsmitglied und von 2008 bis 2019 Stellvertretender Vorstandsvorsitzender des Kaiser Friedrich-Museums-Verein s, Berlin (Gemäldegalerie und Bode-Museum). Seit 2019 Ehrenmitglied.
- Seit 1991 Mitglied und später Vorsitzender des Beirates des Förderkreises Freunde der Komischen Oper Berlin e. V.[10], von 2011 bis 2020 Mitglied des Vorstandes, seit 2021 Premium Förderer.
- Von 1996 bis 2005 Revisor beim Förderverein Berlinische Galerie e. V.[11]
- Von 2012 bis 2020 Konventsmitglied der Bundesstiftung Baukultur.[12]
- Von 2000 bis 2014 Mitglied der Berliner Wissenschaftliche Gesellschaft e. V.
- Beim „.“ Mitglied Berliner Wirtschaftsgespräche e.V der Lenkungsgruppe „Wirtschaft und Finanzen“[13]
- Von 1998 bis heute Mitglied der Ernst-Reuter-Gesellschaft der Förderer und Freunde der Freien Universität Berlin e. V.[14]

Moegelin ist im Kunst- sowie Musikbereich mäzenatisch tätig und mit hochrangigen Künstlern bekannt bzw. befreundet.
So hat er z. B. zusammen mit seinem Geschäftspartner dem Land Berlin / Berlinische Galerie die große Bronzeskulptur von Markus Lüpertz „Gefällter Krieger“ geschenkt, die gegenüber dem Theater des Westens in Berlin aufgestellt ist, und u. a. in der Ära von Götz Friedrich dessen Inszenierung zweier Wagneropern an der Deutschen Oper Berlin gefördert, wie auch die Gründung des Götz Friedrich Preises.
Er hat auch seinerzeit die Initiative des Herrn Wilhelm von Boddien zur Simulation des Berliner Schlosses maßgeblich unterstützt.
Moegelin arbeitet projektbezogen bei der Stiftung Zukunft Berlin mit und hat für diese mit anderen zusammen das „Symposium für die Kulturfördervereine in Deutschland“ ins Leben gerufen.
Schließlich war Moegelin auch von 2009 bis 2014 ehrenamtlicher Richter bei der Kammer für Handelssachen am Landgericht Berlin.

## Privatleben
Moegelin lebt heute in Berlin und auf der Insel Rügen. Er ist verheiratet mit der Künstlerin Marleen Moegelin und hat zwei Kinder. Neben seiner Arbeit interessiert er sich für bildende Kunst und Musik.

## Mitgliedschaften
- Ehrenmitglied des Kaiser Friedrich-Museums-Vereins, Berlin
- Mitglied im Förderkreis Freunde der Komischen Oper Berlin e. V.[17]
- Mitglied der Ernst-Reuter-Gesellschaft der Förderer und Freunde der Freien Universität Berlin e. V.[18]
- Ehemals Konventsmitglied der Bundesstiftung Baukultur[19]
- Ehemals Mitglied der Berliner Wissenschaftliche Gesellschaft e. V.

## Ehrungen
- Verdienstorden des Landes Berlin (2019)